# Prémio Nacional de Ilustração
O Prémio Nacional de Ilustração é um prémio instituído pela Direção-Geral do Livro, dos Arquivos e das Bibliotecas destinado a reconhecer o trabalho de artistas portugueses ou residentes em Portugal no domínio da ilustração de livros para crianças e jovens.

O prémio é atribuído numa base anual (salvo exceções) a uma obra de ensaio literário em língua portuguesa.
Em Dezembro de 2017 foi decidido que o prémio passa também a contemplar livros de ilustradores portugueses publicados no estrangeiro e obras ilustradas dirigidas a todo o tipo de leitores.

## Vencedores
Abaixo segue a listagem dos vencedores:
- 1ª edição (1995/1996) - Manuela Bacelar com a obra A sereiazinha de  Hans Christian Andersen
- 2ª edição (1997) - Alfredo Martins com a obra A bruxa, o poeta e o anjo de Mário Cláudio
- 3ª edição (1998) - Teresa Lima com a obra Alice no País das Maravilhas de Lewis Carrol
- 4ª edição (1999) - André Letria com a obra Versos de fazer óó de José Jorge Letria
- 5ª edição (2000) - Henrique Cayatte com a obra Estranhões & bizarrocos de  José Eduardo Agualusa
- 6ª edição (2001) - João Caetano com a obra A Maior Flor do Mundo de José Saramago
- 7ª edição (2002) - Alain Corbel com a obra Contos e lendas de Macau de Alice Vieira
- 8ª edição (2003) - Danuta Wojciechowska com a obra O sonho de Mariana de António Mota
- 9ª edição (2004) - Marta Torrão com a sua obra Come a sopa, Marta!
- 10ª edição (2005) - Gémeo Luís com a obra O quê, que, quem? de Eugénio Roda
- 11ª edição (2006) - Teresa Lima com a obra Histórias de animais de Rudyard Kipling
- 12ª edição (2007) - Cristina Valadas com a obra O rapaz que sabia acordar a Primavera de Luísa Dacosta
- 13ª edição (2008) - Madalena Matoso com a obra A charada da bicharada de Alice Vieira
- 14ª edição (2009) - Bernardo Carvalho com a obra Depressa, devagar de Isabel Minhós Martins
- 15ª edição (2010) - Yara Kono com a obra O papão no desvão de Ana Saldanha
- 16ª edição (2011) - Maria João Worm com a sua obra Os animais domésticos
- 17ª edição (2012) - Ana Biscaia com a obra A cadeira que queria ser sofá de Clovis Levi
- 18ª edição (2013) - António Jorge Gonçalves com a obra Uma escuridão bonita de Ondjaki
- 19ª edição (2014) - Afonso Cruz com a obra Capital
- 20ª edição (2015) - João Fazenda com a obra Dança
- 21ª edição (2017) - Fátima Afonso com a obra Sonho com asas
- 22ª edição (2018) - Madalena Matoso com a obra Não é nada difícil
- 23.ª edição (2019) - Susana Diniz e Pedro Semeano com a obra Eu Sou Lobo. O Rei da Floresta Portuguesa
- 24.ª edição (2020) - Bernardo P. Carvalho com a obra Hei, Big Bang! (Ninguém disse que era fácil)
- 25.ª edição (2021) - André Carrilho com A Menina com os Olhos Ocupados
- 26.ª edição (2022) - Ana Ventura com a obra Mudar
- 27.ª edição (2023) - Inês Viegas Oliveira com a obra O Duelo
- 28-ª edição (2024) - Catarina Sobral com a obra Fantasmas, bananas e avestruzes